# Східна Нуса-Тенґара
Східна Нуса-Тенґара (Східні Малі Зондські острови, Східна Південно-Східна Нуса; індонез. Nusa Tenggara Timur) — провінція в складі Індонезії. Розташована на східних островах з групи Малих Зондських островів, серед яких найбільшими є Флорес, Сумба та Тимор; провінція включає західну (індонезійську) частину останнього. На заході межує з провінцією Західна Нуса-Тенґара, на півночі — з провінціями Південний Сулавесі та Південно-Східний Сулавесі, на сході — зі Східним Тимором.
Адміністративний центр — місто Купанг, розташоване на острові Тимор. Населення — 4 683 827 осіб (2010).

## Географія

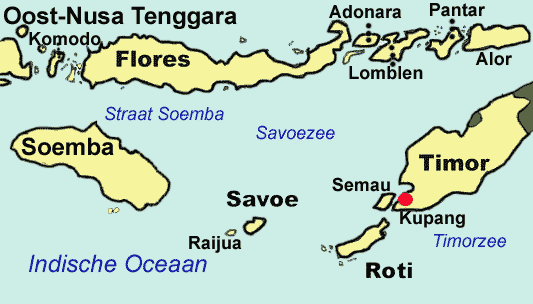
Східні Малі Зондські острови

Провінція включає понад 550 островів, розташованих навколо моря Саву: Сумба, Флорес, Комодо, Рінча, острови Солор (Солор, Адонара і Лембата (Ломблен)), острови Алор (Пантар і Алор), Саву, Роті, Семау, західна половина Тимору та багато дрібніших.
Східна Південно-Східна Нуса омивається морем Флорес на північному заході, морем Банда на північному сході, Тиморським морем на південному сході, Індійським океаном на півдні, протокою Сапе (індонез. Selat Sape) на заході.
Переважає гірський рельєф, багато вулканів. Найвищою вершиною островів є гора Мутіс (індонез. Gunung Mutis) на острові Тимор (2427 м), на другому місце стоїть вулкан Поко-Мандасаву (індонез. Gunung Poco Mandasawu) на острові Флорес (2370 м). На островах північно-східної частини провінції гірські вершини нижчі. Більшу частину вузьких прибережних низин оточують коралові атоли та рифи.
Місцевий клімат включає тривалий сухий сезон. На островах немає великих річок, мало постійних струмків. Поширені сандалові та евкаліптові ліси, чагарники та луки. На островах Комодо, Падар і Рінко, що на захід від Флореса, розташований всесвітньо відомий національний парк Комодо.

## Історія
У XIV ст. острови, що зараз входять до складу провінції Східна Південно-Східна Нуса, були частиною яванської індуїстської імперії Маджапагіт. У XVI ст. вони перебували в залежності від яванського султанату Матарам.
У XVI ст. в регіоні з'явилися португальські, а в XVII ст. — голландські колонізатори. Між ними часто виникали конфлікти. 1859 року відбулося розмежування зон впливу, східний Тимор лишився за португальцями, решта островів увійшла до складу Нідерландської Ост-Індії. Серед місцевого населення стало поширюватись християнство.
Під час Другої світової війни (1939–45) територія провінції була окупована японцями. Після закінчення війни Східна Південно-Східна Нуса входила до складу держави Східна Індонезія, тоді Сполучених Штатів Індонезії. З 1950 року в складі незалежної Республіки Індонезія. 1958 року отримала статус окремої провінції.

## Адміністративний поділ
Станом на 2010 рік провінція поділялася на 20 округів (кабупатенів) та 1 муніципалітет (місто, кота):

Мапа провінції Східна Південно-Східна Нуса

| №  | Адм. одиниця                                                      | Рік утворення | Територія, км² | Населення, осіб (2010) | Адм. центр                         |
| -- | ----------------------------------------------------------------- | ------------- | -------------- | ---------------------- | ---------------------------------- |
| 1  | округ Західний Манггарай (індонез. Manggarai Barat)               | 2003          | 2947           | 221 430                | Лабуанбаджо (індонез. Labuan Bajo) |
| 2  | округ Манггарай (індонез. Manggarai)                              | 1958          | 1687           | 292 037                | Рутенг (індонез. Ruteng)           |
| 3  | округ Східний Манггарай (індонез. Manggarai Timur)                | 2007          | 2502           | 252 754                | Боронг (індонез. Borong)           |
| 4  | округ Нгада (індонез. Ngada)                                      | 1958          | 1621           | 142 254                | Баджава (індонез. Bajawa)          |
| 5  | округ Нагекео (індонез. Nagekeo)                                  | 2007          | 1417           | 129 956                | Мбай (індонез. Mbay)               |
| 6  | округ Енде (індонез. Ende)                                        | 1958          | 2047           | 260 428                | Енде (індонез. Ende)               |
| 7  | округ Сікка (індонез. Sikka)                                      | 1958          | 1732           | 300 301                | Маумере (індонез. Maumere)         |
| 8  | округ Східний Флорес (індонез. Flores Timur)                      | 1958          | 1813           | 232 312                | Ларантука (індонез. Larantuka)     |
| 9  | округ Лембата (індонез. Lembata)                                  | 1999          | 1267           | 117 638                | Леволеба (індонез. Lewoleba)       |
| 10 | округ Алор (індонез. Alor)                                        | 1958          | 2865           | 190 253                | Калабагі (індонез. Kalabahi)       |
|    | Північна (Флорес) група островів                                  |               | 19 897         | 2 138 363              |                                    |
| 11 | округ Північно-Західна Сумба (індонез. Sumba Barat Daya)          | 2007          | 1445           | 283 818                | Тамболака (індонез. Tambolaka)     |
| 12 | округ Західна Сумба (індонез. Sumba Barat)                        | 1958          | 737            | 111 023                | Вайкабубак (індонез. Waikabubak)   |
| 13 | округ Центральна Сумба (індонез. Sumba Tengah)                    | 2007          | 1869           | 62 510                 | Вайбакул (індонез. Waibakul)       |
| 14 | округ Східна Сумба (індонез. Sumba Timur)                         | 1958          | 7000           | 227 835                | Вайнгапу (індонез. Waingapu)       |
|    | Південно-Західна (Сумба) група островів                           |               | 11 052         | 685 186                |                                    |
| 15 | округ Сабу-Райджуа (індонез. Sabu Raijua)                         | 2010          | 461            | 73 000                 | Менья (індонез. Menia)             |
| 16 | округ Роті-Ндао (індонез. Rote Ndao)                              | 2002          | 1280           | 119 711                | Баа (індонез. Baa)                 |
| 17 | місто Купанг (індонез. Kota Kupang)                               |               | 160            | 335 585                | Купанг (індонез. Kupang)           |
| 18 | округ Купанг (індонез. Kupang)                                    | 1958          | 5437           | 303 998                | Оеламасі (індонез. Oelamasi)       |
| 19 | округ Південний Центральний Тимор (індонез. Timor Tengah Selatan) | 1958          | 3947           | 440 470                | Сое (індонез. Soe)                 |
| 20 | округ Північний Центральний Тимор (індонез. Timor Tengah Utara)   | 1958          | 2670           | 229 603                | Кефаменану (індонез. Kefamenanu)   |
| 21 | округ Белу (індонез. Belu)                                        | 1958          | 2446           | 352 400                | Атамбуа (індонез. Atambua)         |
|    | Південно-Східна (західний Тимор) група островів                   |               | 16 401         | 1 854 767              |                                    |
|    | Разом                                                             |               | 47 350         | 4 678 316              |                                    |

2012 року із південної частини округу Белу був утворений ще один округ — Малака (індонез. Malaka).

## Населення
Населення Східна Південно-Східна Нуса відзначається сильною етнічною строкатістю. Абсолютну більшість становлять місцеві народи — 81,18 % за даними перепису населення 2010 року; ще 14,51 % припадало на так звані «інші народи Калімантану», також переважно місцеві народи (зокрема сумбанці, саву), невірно віднесені до цієї категорії. Єдиною значною «зовнішньою» етнічною групою є вихідці зі Східного Тимору (переважно тетуми). Східна Південно-Східна Нуса — єдина в Індонезії провінція, де яванці становлять менше 2 % населення і не входять до десятки найбільших етнічних груп. Серед інших мігрантів — буги, китайці, балійці.
| Народи                            | Чисельність (2000) | Доля в населенні (2000) | Чисельність (2010) | Доля в населенні (2010) |
| --------------------------------- | ------------------ | ----------------------- | ------------------ | ----------------------- |
| Атоні (атоні-мето, даван)         | 804 687            | 21,16 %                 | 927 753            | 19,85 %                 |
| Мангараї                          | 566 428            | 14,89 %                 | 727 404            | 15,57 %                 |
| Сумбанці                          | 501 345            | 13,18 %                 | 643 045            | 13,76 %                 |
| Ламахолот (солорці)               | 206 488            | 5,43 %                  | 284 105            | 6,08 %                  |
| Нгада                             |                    |                         | 274 870            | 5,88 %                  |
| Тетуми (белу)                     | 197 302            | 5,19 %                  |                    |                         |
| Вихідці зі Східного Тимору        |                    |                         | 246 867            | 5,28 %                  |
| Ротійці                           | 185 316            | 4,87 %                  | 232 104            | 4,97 %                  |
| Ліо                               | 170 949            | 4,50 %                  | 183 479            | 3,93 %                  |
| Алоро-пантарські народи та алорці |                    |                         | 182 270            | 3,90 %                  |
| Саву                              |                    |                         | 172 916            | 3,70 %                  |
| Інші                              | 1 170 480          | 30,78 %                 | 797 835            | 17,07 %                 |
| Всього                            | 3 802 995          | 100,00 %                | 4 672 648          | 100,00 %                |

Атоні, найбільший народ провінції, займають західну частину острова Тимор. На схід від них живуть тетуми, кемаки та деякі інші народи, основний етнічний масив яких розташований на території Східного Тимору. На крайньому заході острова Тимор живуть гелонги, купанзькі малайці, на острові Роті — ротійці, на острові Саву — савуанці. Острів Сумба населяють сумбанці. Мангараї займають західну частину острова Флорес (округи Західний Мангарай, Мангарай та Східний Мангарай). В центральних районах цього острова живуть нгада (округ Нгада), наге, кео (округ Нагекео), енде, ліо (округ Енде), його східну частину та острови Адонара та Ломбок населяють сіка (округ Сіка), солорці та ларантуки (округи Східний Флорес і Лембата). Алорці розселені в прибережних районах островів Алор і Пантар. Всі ці народи говорять австронезійськими мовами.
Більшість населення островів Алор і Пантар (округ Алор) становлять алоро-пантарські народи (ламма, тева, недебанг, благар, абуї, кабола, келон, войсіка, кула, танглапуї), що розмовляють папуаськими мовами тиморо-алоро-пантарської гілки трансновогвінейської сім'ї. До цієї групи народів також належать бунаки, розселені в центральній частині острова Тимор.
Східна Південно-Східна Нуса відома як джерело робочої сили, її жителі в пошуках роботи мігрують до інших провінцій Індонезії та за кордон.
Більшість населення провінції Східна Південно-Східна Нуса — християни, за даними перепису населення 2010 року тут проживало 2 535 937 католиків (54,1 % населення), 1 627 157 протестантів (34,7 % населення), 423 925 мусульман (9,1 % населення).

## Економіка
Основним заняттям населення провінції є землеробство, вирощують рис, кукурудзу, каву, бавовник, кокосові пальми, сандалове дерево. Тримають коней. Важливе значення має морське рибальство. Діють дрібні та середні промислові підприємства, які займаються виробництвом пряжі та тканин із бавовни, їх фарбуванням, дубленням шкіри, випускають ліки. Найбільше місто — Купанг. Автомобільні шляхи пролягають уздовж узбережжя островів. Найбільший аеропорт знаходиться в Купанзі, є ще більше десятка менших аеропортів по всій провінції.